# 圖爾奈戰役
圖爾奈戰役爆發於1794年5月22日，位於比利時埃諾省的斯海爾德河（位於布魯塞爾的西南方約80公里處），為一場由让-夏尔·皮什格鲁率領的法軍與喬斯亞斯王子率領的聯軍對抗。最終聯軍獲得了勝利。